# Zethlingen
Zethlingen ist eine Ortschaft und ein Ortsteil der Stadt Kalbe (Milde) im Altmarkkreis Salzwedel in Sachsen-Anhalt.

## Geographie

### Lage
Zethlingen, ein Straßenangerdorf mit Kirche auf dem Anger, liegt etwa neun Kilometer nordwestlich von Kalbe (Milde) in der Altmark. Der Mühlberg im Osten ist etwa 52 Meter hoch. Im Süden fließt die Untermilde, die früher ab Zethlingen Untere Milde hieß, nach Osten in die Milde.

### Ortschaftsgliederung
Zur Ortschaft Zethlingen gehören die Ortsteile Zethlingen und Cheinitz.

## Geschichte

### Mittelalter bis Neuzeit
Im Jahre 1324 wurde das Dorf Cethlinge erstmals urkundlich erwähnt, als Agnes Herzogin von Braunschweig von Albrecht von Alvensleben mit der Bede aus Zethlingen belehnt wurde. 1410 wird Hinrik Crateke, kerkher tho Tzetlinge in einer Urkunde genannt. Es gab also bereits eine Kirche mit einem Pfarrer. Im Jahr 1473 wurde dat dorp zetlinck genannt, als Kurfürst Albrecht von Brandenburg Busse, Ludolph und Gebhard von Alvensleben mit Kalbe, Bismark und anderen Besitzungen belehnt. Weitere Nennungen sind 1551 Zedtlingk, 1687 Zetlingen und schließlich 1804 Zethlingen.
Auf dem Mühlberg stand noch am Anfang des 20. Jahrhunderts eine Windmühle, die bereits 1593 erwähnt wurde.
Aus der mündlichen Überlieferung berichten Kuhn und Schwartz im Jahre 1848 in einer Sage darüber, dass der Kirchturm zu Zethlingen keine Spitze hat, denn „die hat nämlich einmal ein Riese mit einem großen Steine, der noch auf der Feldmark liegt, vom Zethlingenschen Mühlenberg abgeworfen“.

### Eingemeindungen
Ursprünglich gehörte das Dorf zum Arendseeischen Kreis der Mark Brandenburg in der Altmark. Zwischen 1807 und 1813 lag der Ort im Kanton Groß Apenburg auf dem Territorium des napoleonischen Königreichs Westphalen. Nach weiteren Änderungen gehörte die Gemeinde ab 1816 zum Kreis Salzwedel, dem späteren Landkreis Salzwedel.
Am 25. Juli 1952 wurde die Gemeinde in den Kreis Kalbe (Milde) umgegliedert. Am 1. August 1973 wurde die Gemeinde Cheinitz nach Zethlingen eingemeindet. Mit der Auflösung des Kreises Kalbe (Milde) kam Zethlingen am 1. Juli 1994 zum Altmarkkreis Salzwedel.
Die Gemeinde Zethlingen wurde am 1. Januar 2011 in die Stadt Kalbe (Milde) eingegliedert. Gleichzeitig wurde eine Ortschaft Zethlingen errichtet, der die Ortsteile Zethlingen und Cheinitz zugeordnet wurden.

### Einwohnerentwicklung
| Jahr | Einwohner |
| ---- | --------- |
| 1734 | 161       |
| 1774 | 145       |
| 1789 | 153       |
| 1798 | 172       |
| 1801 | 137       |
| 1818 | 198       |
| 1840 | 304       |
| 1864 | 320       |

| Jahr | Einwohner |
| ---- | --------- |
| 1871 | 330       |
| 1885 | 433       |
| 1892 | 410       |
| 1895 | 421       |
| 1900 | 402       |
| 1905 | 389       |
| 1910 | 411       |
| 1925 | 405       |

| Jahr | Einwohner |
| ---- | --------- |
| 1939 | 368       |
| 1946 | 603       |
| 1964 | 368       |
| 1971 | 332       |
| 1981 | 436       |
| 1993 | 357       |
| 2006 | 325       |
| 2015 | 184       |

| Jahr | Einwohner |
| ---- | --------- |
| 2016 | 192       |
| 2017 | 191       |
| 2018 | 192       |
| 2020 | [00]186   |
| 2021 | [00]196   |
| 2022 | [0]194    |
| 2023 | [0]191    |

Quelle, wenn nicht angegeben, bis 2006: 2015 bis 2018:

## Religion
Die evangelische Kirchengemeinde Zethlingen, die früher zur Pfarrei Zethlingen gehörte, wird heute betreut vom Pfarrbereich Kalbe–Kakerbeck im Kirchenkreis Salzwedel im Bischofssprengel Magdeburg der Evangelischen Kirche in Mitteldeutschland. Die ältesten überlieferten Kirchenbücher für Zethlingen stammen aus dem Jahre 1605.
Die katholischen Christen gehören zur Pfarrei St. Laurentius in Salzwedel im Dekanat Stendal im Bistum Magdeburg.

## Politik

### Ortsbürgermeisterin
Seit dem Jahr 2004 ist Doris Beneke Ortsbürgermeisterin. Sie war die letzte ehrenamtliche Bürgermeisterin der Gemeinde.

### Ortschaftsrat
Bei der Ortschaftsratswahl am 26. Mai 2019 wurden 7 Sitze vergeben:
- Wählergemeinschaft Feuerwehr Zethlingen, 4 Sitze
- Wählergemeinschaft Feuerwehr Cheinitz, 3 Sitze

Gewählt wurden 2 Ortschaftsrätinnen und 4 Räte, ein Sitz konnte nicht vergeben werden.

### Wappen
Wilhelm Zahn beschreibt das Wappen der Gemeinde Zethlingen: Drei silberne Rosen im roten Felde.

## Kultur und Sehenswürdigkeiten

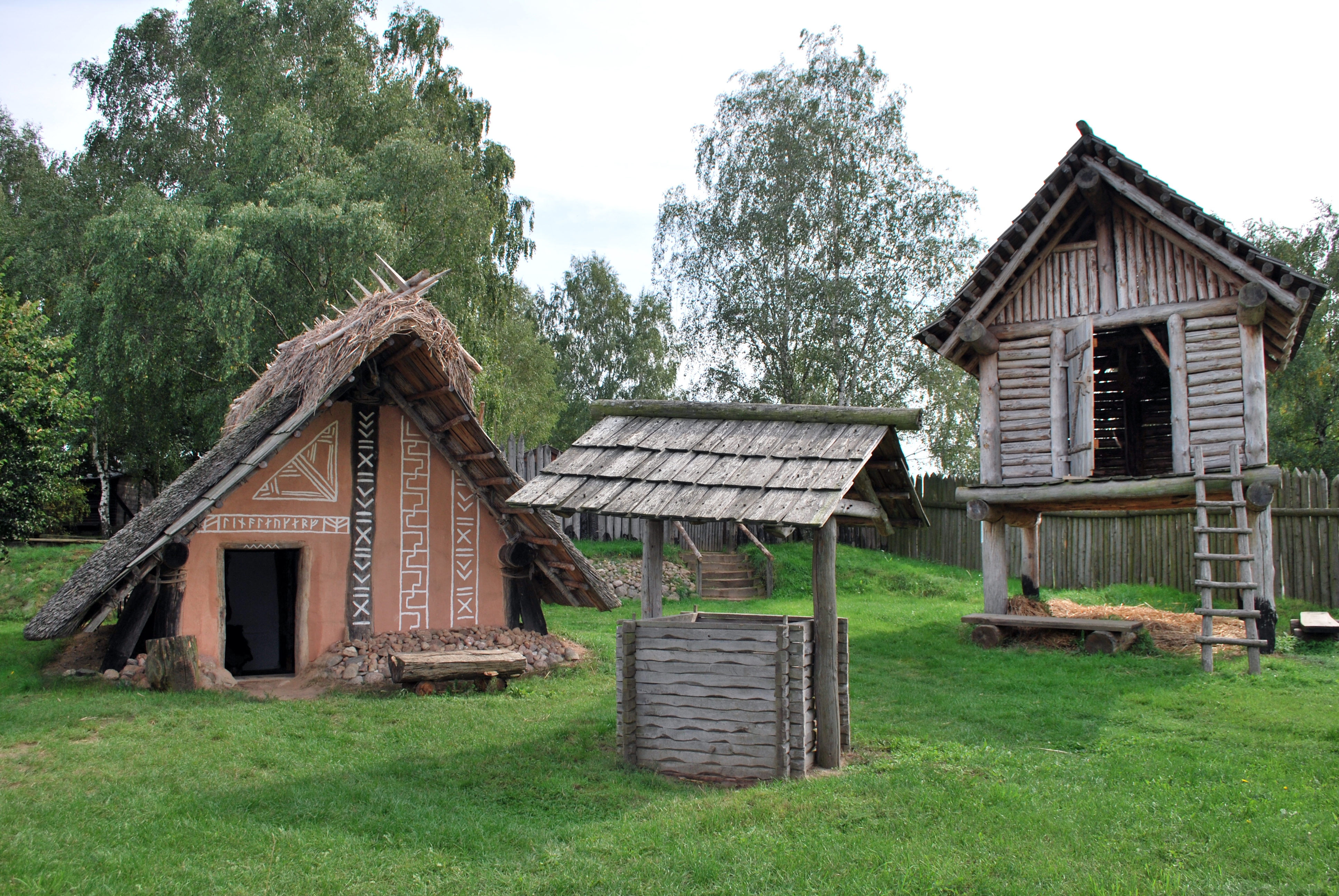
Langobardenwerkstatt mit Webhaus und Hochspeicher

- Die evangelische Dorfkirche Zethlingen ist ein frühgotischer Feldsteinbau aus flachgedecktem Schiff und Westquerturm mit Walmdach und Orgel, errichtet 1886 von Eduard Beyer aus Magdeburg.[22]
- In Zethlingen befindet sich als Außenstelle des Johann-Friedrich-Danneil-Museums in Salzwedel das Freilichtmuseum „Langobardenwerkstatt“ auf dem Mühlenberg. Seit fast 300 Jahren ist das Brandgräberfeld bekannt. Die ersten wissenschaftlichen Grabungen leitete Johann Friedrich Danneil. Die Belegung des Gräberfeldes deutet darauf hin, dass Langobarden als elbgermanischer Stamm vom 2. bis 6. Jh. n. Chr. in der Region lebten. Heute finden dort mehrmals im Jahr Werkstatttage statt, die den Besuchern die Lebensumstände der Langobarden verdeutlichen sollen. Außerdem gibt es nach Anmeldung Aktionstage und Führungen für Schulklassen und andere Gruppen.
- In Zethlingen gibt es das „Erlebnishaus Altmark“ als eine kirchliche Einrichtung für evangelische, ökumenische und nichtkonfessionell gebundene Gruppen. Das Erlebnishaus wurde am 23. Oktober 2005 nach einem Umbau wiedereröffnet.
- Eine Gedenktafel erinnert an Johannes Prätorius, geboren als Hans Schultze in Zethlingen. Er veröffentlichte auch altmärkische Sagen in seiner Weltbeschreibung.[23] Johann und Wilhelm Grimm, Johann Wolfgang von Goethe und Johann Karl August Musäus nutzten seine Werke.[24]
- Der Ortsfriedhof liegt im Nordosten des Dorfes.
- In Zethlingen steht ein Denkmal für die Gefallenen des Ersten und Zweiten Weltkrieges, eine Denkmalsäule mit Eisernen Kreuz und Relief.[25]

## Vereine
- Förderverein Langobardenwerkstatt Zethlingen e. V.
- Sportverein Germania Zethlingen e. V.

## Persönlichkeiten
- Johannes Prätorius (1630–1680) geboren in Zethlingen